# 티야나 답체비치
티야나로 더욱 잘 알려진 티야나 토데프스카 답체비치(마케도니아어: Тијана Тодевска Дапчевиќ, 세르비아어: Тијана Дапчевић, 1976년 2월 3일 ~ )는 마케도니아 공화국 출신, 세르비아에서 활동하는 팝 가수이다. 유로비전 송 콘테스트 2014에서 마케도니아 공화국 대표로 참가했다.